# François Vergnaud
Pour les articles homonymes, voir Vergnaud.
Pas d'image ? Cliquez ici

a Compétitions nationales et continentales officielles uniquement.

Dernière mise à jour le 5 août 2025.
François Vergnaud, né le 8 octobre 1997 à Poitiers, est un joueur français de rugby à XV évoluant au poste de centre.

## Biographie
François Vergnaud commence le rugby à Nieuil-l'Espoir après avoir pratiqué le football, le tennis et le judo. Il rejoint ensuite le Stade poitevin où il évolue jusqu'en Cadets, puis s'engage au Stade rochelais, où il dispute notamment une demi-finale de championnat de France en Juniors Crabos.
En 2017, il signe à Albi en Fédérale 1, avant de s'engager au Biarritz olympique avec un contrat Espoir en 2018. Il fait ses débuts en Pro D2 en novembre 2018 à Angoulême. En mai 2020, il signe son premier contrat professionnel jusqu'en 2023, qu'il prolonge ensuite jusqu'en 2025.
Non conservé, il s'engage au Stade aurillacois pour deux saisons.